# Lawe Buluh Didi
Lawe Buluh Didi is een bestuurslaag in het regentschap Aceh Selatan van de provincie Atjeh, Indonesië. Lawe Buluh Didi telt 270 inwoners (volkstelling 2010).